# 고지야역
고지야역(일본어: 糀谷駅, こうじやえき)은 게이힌 급행 전철의 철도역이다. 역 번호는 KK12이다.

## 승강장
상대식 승강장 2면 2선의 고가역이다.
| 1 | ■ 게이큐 공항선 | 전 열차 하네다 공항 국내선 터미널 행                                                              |
| 2 | ■ 게이큐 공항선 | 게이큐 구리하마 · 우라가 · 신즈시 · 시나가와 · 인바니혼이다이 · 나리타 공항 · 시바야마치요다 방면 |

## 역사
- 1902년 6월 28일: 영업 개시.

## 인접역
| 게이큐 가마타 센가쿠지 · 신즈시 방면 | ■ 게이큐 공항선 특급 · 에어포트 급행 · 보통 | 오토리이 하네다 공항 국내선 터미널 방면 |